# Spartaeus wildtrackii
Spartaeus wildtrackii là một loài nhện trong họ Salticidae.
Loài này thuộc chi Spartaeus. Spartaeus wildtrackii được Fred R. Wanless miêu tả năm 1987.